# Calcit
Calcitul este un mineral din clasa carbonaților, foarte frecvent întâlnit în natură, cu refracție dublă (cum se poate observa în imaginea alăturată), în sistemul de clasificare a mineralelor fiind un carbonat de calciu nehidratat. 

## Descriere
Cristalizează romboedric.
Are formula chimică Ca[CO3] și alcătuiește diferite forme de cristale, respectiv agregate, cu un habitus de la incolor, alb lăptos, cenușiu, care după natura impurităților poate fi galben, roz, roșu, verde, albastru, brun, până la negru. 
Din punct de vedere chimic, calcitul este ca și cristalele cu care se poate confunda, aragonit, vaterit, un carbonat de calciu (o sare a calciului cu acidul carbonic).
Caracteristica cristalelor de calcit este refracția dublă clară, axa optică fiind despărțită în două raze (de aceea apar în imaginea de mai sus literele cu un contur dublu). 
În comparație cu alte minerale calcitul este puțin rezistent la intemperii, având o duritate mult mai mică decât cuarțul sau feldspatul, si o solubilitate bună în apă rece, el fiind un izotip cu magnezitul.

## Etimologie
Originea denumirii mineralului se poate găsi în limba greacă chal sau latină  calx ceeace înseamnă "calcar".

## Formare și răspândire
Calcitul se formează după schema ecuației chimice:

{\displaystyle \mathrm {Ca} ^{2+}+2\mathrm {HCO} _{3}^{-}\quad {\overrightarrow {\leftarrow }}\quad \mathrm {CaCO} _{3}+\mathrm {H} _{2}\mathrm {O} +\mathrm {CO} _{2}}
Echilibrul chimic este influențat de temperatură, de aceea în apele calde pot organisme acvatice să-și construiască ușor adăpostul din calcit. Astfel se explică la temperaturi ridicate și depunerea calcarului pe pereții cazanelor cu aburi.
În natură calcitul poate fi întâlnit într-o formă granulară, fibroasă, sau cristalină cu un habitus de culori foarte variat. Mineralul fiind unul dintre cele mai răspândite în scoarța terestră, ca de exemplu este întâlnit în rocile magmatice, metamorfice (marmora) sau rocile sedimentare (calcar), poate să apară singur sau în asociație cu alte minerale, ca mineral de "gangă" numit în geologie.
Calcitul este solubil în ape acide, astfel se formează în rocile calcaroase fenomenele carstice (peșterile), apele depunând ulterior calcitul dizolvat, formând astfel stalactitele și stalagmitele.
Originea și formarea regiunile cu  zone mari calcaroase se pot explica  numai prin sedimentare marină, în afară de calcit contribuie la formarea rocilor calcaroase și milioanele de schelete ale viețuitoarelor marine.

## Utilizare
Marmura este un material de construcție foarte prețuit, calcitul mai este folosit, la fabricarea cimentului, la producerea îngrășămintelor și amendamentelor chimice, sau ca înveliș protector al metalelor. La fel în industria optică este utilizat cristalul de calcit.